# 四柱木科
四柱木科也叫异叶红树科、异形叶科或异叶木科，包括4属约34-36种，分布在全球热带潮湿或雨林地区。
本科植物为乔木或灌木，单叶互生，革质，不对称，不等叶；花小；果实为核果，有肉质假种皮。

## 属
- 异叶红树属 Anisophyllea
- 风车果属 Combretocarpus
- Poga
- Polygonanthus

以前许多分类法将其分入红树科，1981年的克朗奎斯特分类法单独列为一个科，放在蔷薇目中，1998年根据基因亲缘关系分类的APG 分类法将其放在葫芦目中。